# Kerschlacher Weiher
Der Kerschlacher Weiher ist ein künstliches Gewässer beim Weiler Kerschlach in der Gemeinde Pähl im Landkreis Weilheim-Schongau in Oberbayern.
Im Weiher werden Fische der Art Nase aufgezogen.